# Bessin
Bessin – region naturalny Francji w regionie Normandia, na terenie departamentów Calvados oraz Manche. 
Obecnie Bessin oznacza tereny wokół miasta Bayeux w departamencie Calvados. Historycznie jednak Bessin obejmowało tereny między rzeką Orne oraz rzeką Vire. Historycznie więc ujmując na terenie Bessin leżały niegdyś także miasta Caen oraz Vire.

## Geografia
Usytuowanie
Bessin graniczy na południu z Bocage virois, na zachodzie z Półwyspem Cotentin oraz na wschodzie z równiną Caen. 

## Największe miasta regionu
- Bayeux (13 478 mk.); Saint-Vigor-le-Grand (wschodnie przedmieście - 2 023 mk.);
- Courseulles-sur-Mer (4 185 mk.);
- Le Molay-Littry (3 096 mk.);
- Isigny-sur-Mer (2 761 mk.);
- Port-en-Bessin-Huppain (2 080 mk.);
- Grandcamp-Maisy (1 775 mk.);
- Creully (1 569 mk.);
- Ver-sur-Mer (1 565 mk.).

Miejscowości zawierające w swojej nazwie człon Bessin:
- Asnières-en-Bessin
- Le Breuil-en-Bessin
- Cricqueville-en-Bessin
- Magny-en-Bessin
- Mandeville-en-Bessin
- Monceaux-en-Bessin
- Monts-en-Bessin
- Port-en-Bessin-Huppain
- Putot-en-Bessin
- Secqueville-en-Bessin
- Tour-en-Bessin
- Vienne-en-Bessin